# Stockholms universitetsbibliotek

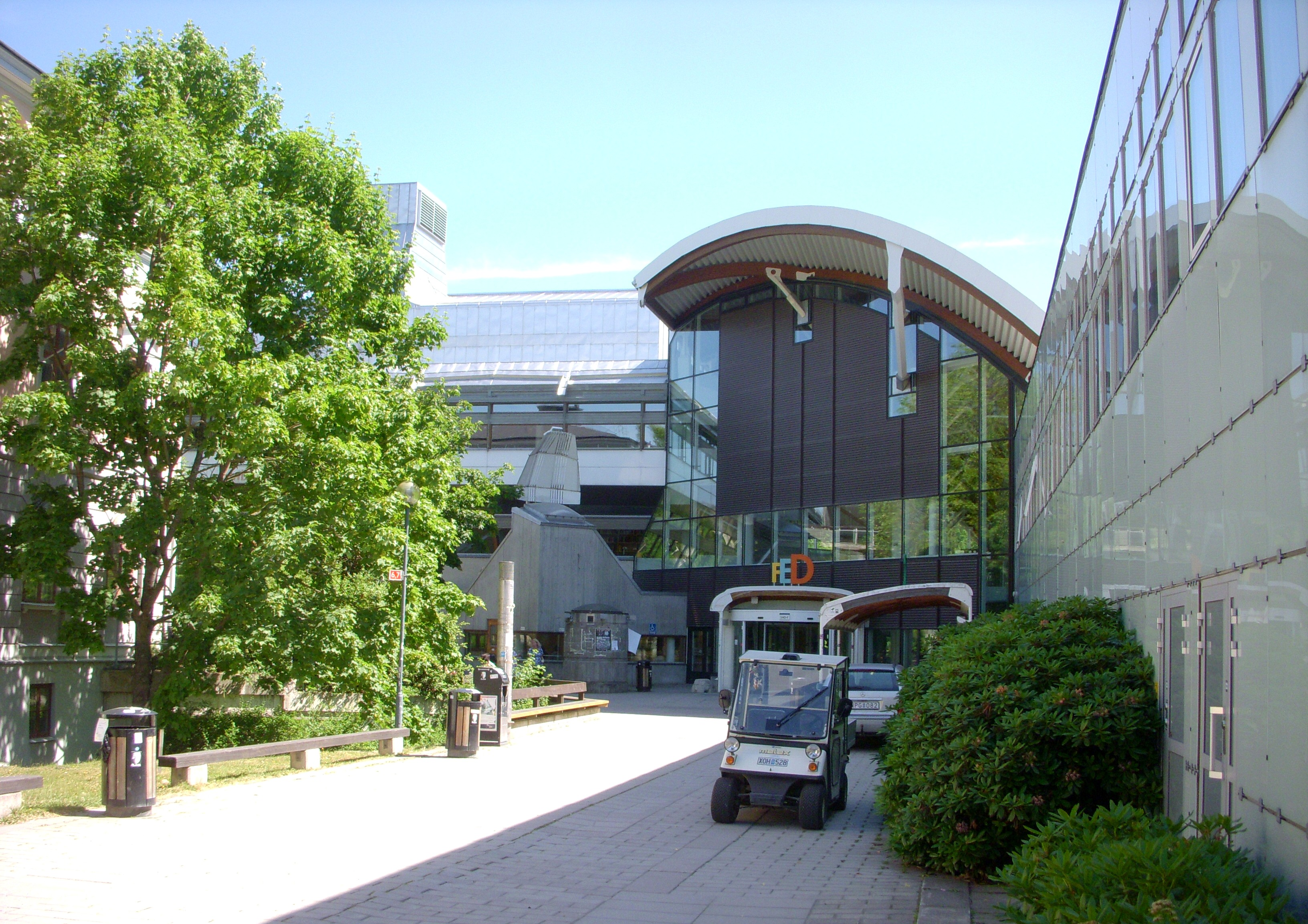
Stockholms universitetsbibliotekets entré, till höger syns Södra husets glasklädda fasad, juli 2010.

Stockholms universitetsbibliotek är ett forskningsbibliotek i Stockholm. Det är ett av Sveriges största forskningsbibliotek och är ett av universiteten med störst tillgång till e-böcker och med flest fjärrlån.
Universitetsbibliotekets primära målgrupper är Stockholms universitets studenter, forskare och lärare. Dessa har tillgång till samlingarna av både tryckt och elektronisk litteratur, studieplatser, grupprum, personligt stöd, verktyg för elektronisk publicering av uppsatser, forskningsresultat och utbildning i informationskompetens, vetenskaplig kommunikation och referenshantering.   
Universitetsbiblioteket är också ett offentligt bibliotek där allmänheten har tillgång till lokaler, tryckt litteratur och personalens kunskap. Delar av universitetsbibliotekets samlingar är tillgängliga i open access. Universitetsbiblioteket hade 1,4 miljoner besökare under 2012.  och är en av Stockholms mest välbesökta kulturinstitutioner.

## Förlaget Stockholm University Press
Organisatoriskt sorterar universitetets centrala förlag Stockholm University Press under universitetsbiblioteket. Stockholm University Press publicerade sin första bok 2014 och ger ut sakkunniggranskade vetenskapliga böcker och tidskrifter open acess.

## Historik

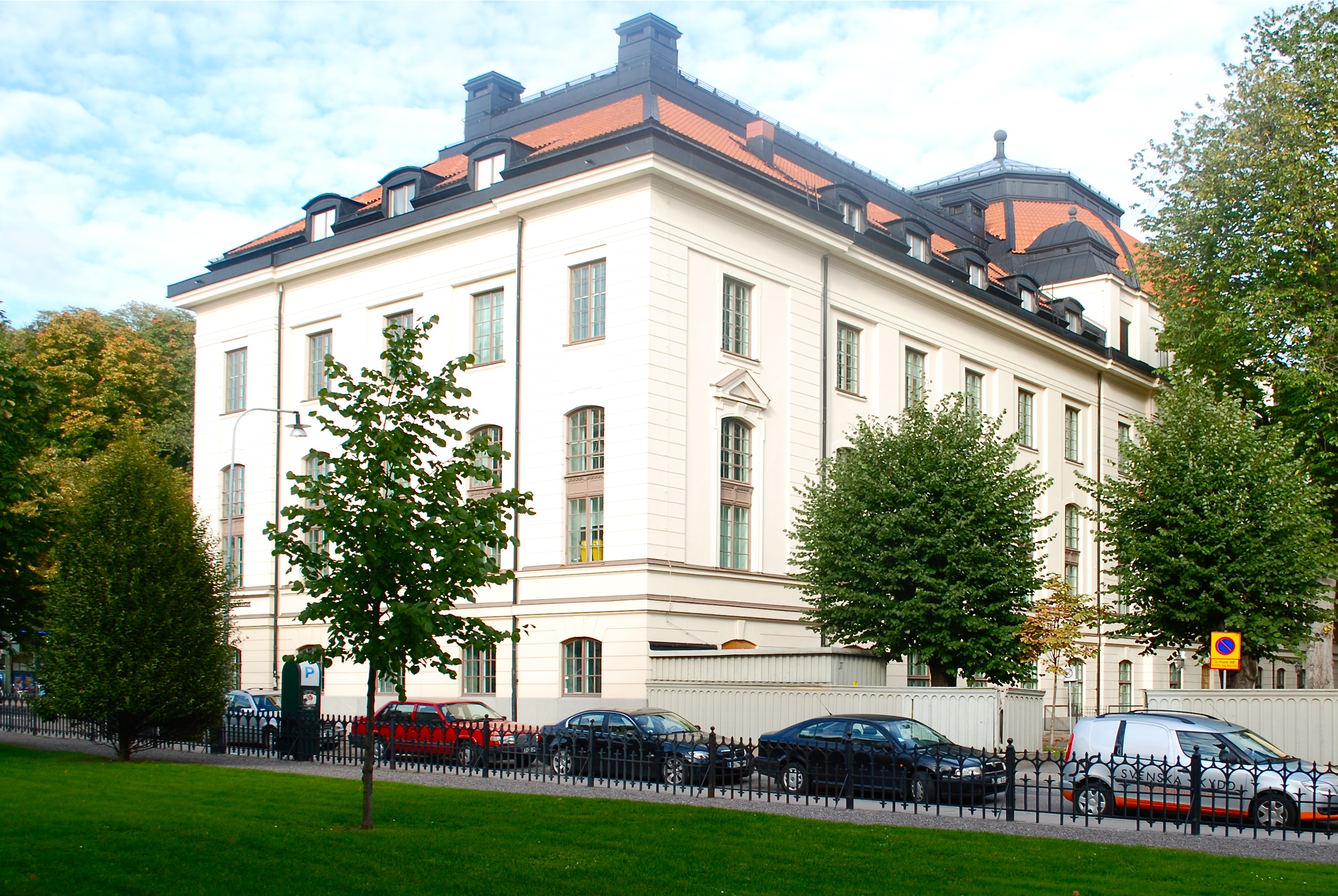
Stockholm högskolas tidigare lokaler på Drottninggatan.

Stockholms universitetsbiblioteks historia går tillbaka till Stockholms högskoleförening som drev frågan om en högskola i Stockholm under 1870-talet. 1873 gav Svenska akademien föreningen en större bokdonation som lade grunden för en boksamling. De kommande åren gav även bokförlag genom donationer böcker till föreningen. Andra donatorer var Stockholms stad, departement, myndigheter och Vetenskapsakademien. 1877 antogs stadgarna för Stockholms högskola och biblioteket fortsatte att bygga upp bok- och tidskriftssamlingar genom förvärv och donationer. 1881 var samlingarna uppe i 15 000 band.
Allt eftersom högskolans verksamhet blev mer omfattande ökade behovet av litteratur. Efter ett upprop 1882 kom det in flera bokdonationer, de två största kom från Det Kongelige bibliotek i Köpenhamn och från universitetet i Kristiania i Norge. Dessa donationer, som antas till stora delar vara utgallrade dubbletter, gav biblioteket en betydande samling litteratur från 1500- och 1600-talet. Samlingen flyttades mellan olika tillfälliga lokaler för att så småningom inhysas på läroverket Norra Latins vind och 1909 flyttades samlingen till Kungstensgatan/Drottninggatan. Det är också nu som verksamheten går från att vara en samling till ett aktivt bibliotek. Fram till 1977 ansvarade Kungliga biblioteket för verksamheten. Ett samarbetsavtal mellan Kungliga biblioteket och universitetsbiblioteket slöts 1953 på initiativ av riksbibliotekarien Uno Willers.
Så småningom grundades ett antal bibliotek på olika adresser i staden. I början av 1900-talet grundades Socialvetenskapliga biblioteket (1903) och Juridiska biblioteket (1907) och 1922 följde Humanistiska biblioteket. Det juridiska biblioteket ("JB") grundades samtidigt som den juridiska institutionen och utvecklade till ett av landets främsta juridiska specialbibliotek. Det Slaviska biblioteket grundades 1944 efter det att ett ryskt institutet grundats 1943. Samlingarna gick upp i Universitetsbibliotekets samlingar 1971. Denna typ av separata bibliotek fanns även för naturvetenskap och geovetenskap. Biblioteken var självständiga och någon gemensam organisation existerande inte förrän på 1970-talet. Humanistiska biblioteket, som låg vid Stureplan och kallades "HumB", fungerade som centrum för Stockholms unga intellektuella långt in på 1960-talet. Det är dessutom skådeplats för Maria Langs detektivroman En skugga blott från 1952. 

### Till Frescati

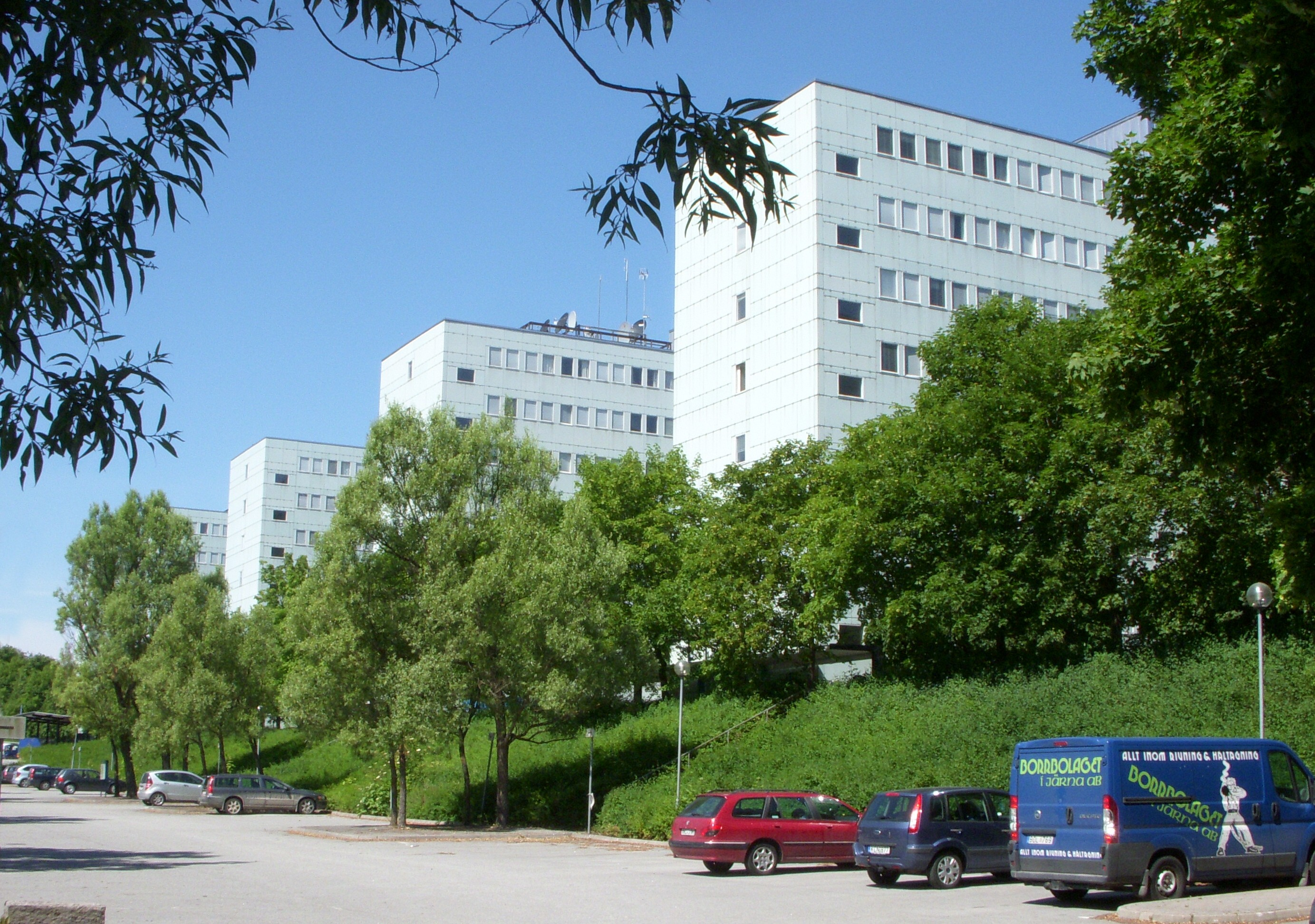
Södra huset var först plats för samlingarna på Frescati.

Idéer om en flytt ut från innerstaden till Frescati tog form under 1950-talet. År 1971 förenades delar av Stockholms universitets olika fakulteter - humanistiska, samhällsvetenskapliga och juridiska fakulteten - i de nya byggnaderna vid Frescati. I samband med det beslutades att flytta samlingarna inom humaniora, samhällsvetenskap och juridik till Frescati och bibliotekslokaler i Södra huset. Innan dess hade litteraturanskaffning legat hos flera andra bibliotek som Riksdagsbiblioteket, Kungliga biblioteket, Kungliga vetenskapsakademins bibliotek samt bibliotek i anslutning till olika fakulteter. De första åren på Frescati präglades av brist på lokaler och olika provisorier, bland annat konferensrum fick bli plats för samlingarna. Platsbristen gjorde också att samlingarna endast delvis kunde flyttas ut från sin tidigare platser i innerstaden. Det var också problem med litteratur som kom bort då böckerna stod utplacerade utan kontroll.
25 mars 1971 föll det historiska beslutet att organisera biblioteken i en enhet. I och med beslutet skapades en gemensam organisation efter flera års diskussioner mellan olika instanser. Debatten hade varit hätsk mellan de olika instanserna som innefattade Kungliga biblioteket och ansvarigt departement. Meningarna gick isär om vilket organisation som skulle skapas för vad som då kallades "Frescatibiblioteket". Chef för UB blev Adam Heymowski. Personalen tillhörde däremot fortsatt Kungliga biblioteket fram till 1977 då Stockholms universitet övertog hela ansvaret för universitetsbiblioteket gällande litteraturanskaffning och personal. Samma år integrerades Latinamerikainstitutets bibliotek. Omorganiseringen följde en utredning av avdelningsdirektören vid KB Thomas Tottie från 1975-1976 kring organiseringen av verksamheten. Samma utredning ledde till att Kungliga vetenskapsakademins bibliotek (KVAB) blev en del av universitetsbiblioteket. I den självständiga organisationen blev Wilhelm Odelberg den första överbibliotekarien (1979-1984).

### Nytt huvudbibliotek
När universitetsområdet började planeras skulle biblioteket inrymmas i den så kallade Centrumbyggnaden men planerna skrinlades för att prioritera institutionernas komplex Södra huset. Därmed fanns inget fysiskt bibliotek klart när beslutet om ett universitetsbibliotek som organisation tagits. Under 1970-talet tog planerna på en biblioteksbyggnad form som skulle ersätta den provisoriska lösningen i Södra huset. Behovet var också stort gällande plats för studier och mötesplatser för personal och studenter. Det fanns både idéer om att nationalbibliotek på Frescati och att inte ha något bibliotek alls på Frescati. Den nya biblioteksbyggnaden öppnade 19 januari 1983 med officiell invigning under sommaren 1983. Under hösten 1982 började den omfattande omflyttningen av samlingarna från bland annat Humanistiska biblioteket och Vetenskapsakademiens bibliotek samt UB:s tidigare lokaler i Södra huset. Flyttningarna omfattande fem depåer och det rörade sig om 1,2 miljoner volymer. Kungsholms Express hade en särskild vagn som förenklade flyttningen genom att hela hyllor transporterades. En mer komplicerad flytt skedde när Kungliga vetenskapsakademins biblioteks samlingar av rariteter från 1600- och 1700-talet flyttades till nya utrymmen som byggts speciellt för ändamålet.

### Bibliotekets utveckling och filialer
1980-talet präglades av ökade datorisering, en utveckling som startat på 1970-talet. I samband med att det nya biblioteket byggdes mottog Universitetsbiblioteket donationer (Knut och Alice Wallenbergs stiftelse och Axel och Maragret Ax:son Johnsons stiftelse) på sammanlagt fyra miljoner som skulle gå till datoriseringsprojekt. 1984 köptes därför systemet GEAC in för att på olika platser kunna söka i bibliotekskatalogen. 1985 var Stockholms universitetsbibliotek det första forskningsbiblioteket i Sverige som införde integrerades biblioteksdatasystem. Biblioteket blev även ansvarsbibliotek för juridik i samband med att ansvarsbibliotekssystemet byggdes upp under 1980-talet. Under 1985 började kurslitteraturen att märkas med streckkoder vilket blev starrtskottet för datorisering med registrering av låntagare och distribution av lånekort. 1986 följde en onlinekatalog som ersatte kortkatalogen. GEAC-systemet uppdaterades 1991. Sedan 1996 är det även Europeiskt Dokumentationscentrum (EDC).
Efter att det nya universitetsbiblioteket stod klart flyttades samlingar efterhand dit men fortsatt har filialer tillkommit genom åren, bland annat Socialhögskolans bibliotek vid Sveaplan, Matematiska biblioteket och Asienbiblioteket. Till Frescati flyttades 1997 tre institutionsbibliotek som slogs samman till Geobiblioteket, vilket inrymdes i Geovetenskapens hus fram till juni 2018, då det stängdes. Geobibliotekets samlingar införlivas under 2018 med Frescatibiblioteket. 2001 tillkom AlbaNova och 2002 Kemibiblioteket, vilket senare slogs samman med Biologi- och Botanikbiblioteket till Arrheniusbiblioteket. 2014 tillkom Nodbiblioteket i Kista, vilket stängdes i december 2016. Samma månad stängdes Arrheniusbiblioteket på grund av ombyggnation, och dess samlingar införlivades med Frescatibiblioteket. AlbaNovabiblioteket drivs sedan maj 2017 av Institutionen för astronomi och Fysikum som referensbibliotek.

## Arkitektur
1972 antogs ett lokalprogram som reviderades 1974 och som låg till grund för Byggnadsstyrelsen val av fyra arkitekter som fick lämna in förslag på biblioteksbyggnad: Ralph Erskine, Leonie Geisendorf, Carl Nyrén och arkitektbyrån ELLT. Nyrén hade tidigare ritat Arrheniuslaboratoriet men Erskines förslag om en byggnad som anslöt till det redan existerande Södra huset valdes. Expertis togs även in genom Ralph Ellsworth, en amerikansk expert på biblioteksbyggnader.
1979-1983 byggdes Universitetsbiblioteket som med sin utformning, bland annat med öppna samlingar, kom att bli en trendsättare inom biblioteksväsendet. I mitten av 1970-talet fick arkitekt Ralph Erskine i uppdrag att rita det nya universitetsbiblioteket. I december 1979 gav regeringen Byggnadsstyrelsen uppdraget att bygga biblioteket efter Erskines ritningar. Det kostade 105 miljoner kronor att bygga biblioteket. Byggnaden placerades som ett annex mot norr till Södra huset, det ursprungliga universitetshuset från 1960-talet, ritad av David Helldén. Förutom bibliotek byggdes två tentamenssalar (Värtasalen och Laduvikssalen).
Mellan Södra huset och biblioteksbyggnaden skapade Erskine den för honom typiska välvda länken som samtidigt blev huvudentré. Övervägande material i fasader och yttertak är betong och aluminiumplåt.
I januari 1983 invigdes Stockholms universitetsbibliotek, huvudbiblioteket på Campus Frescati.  

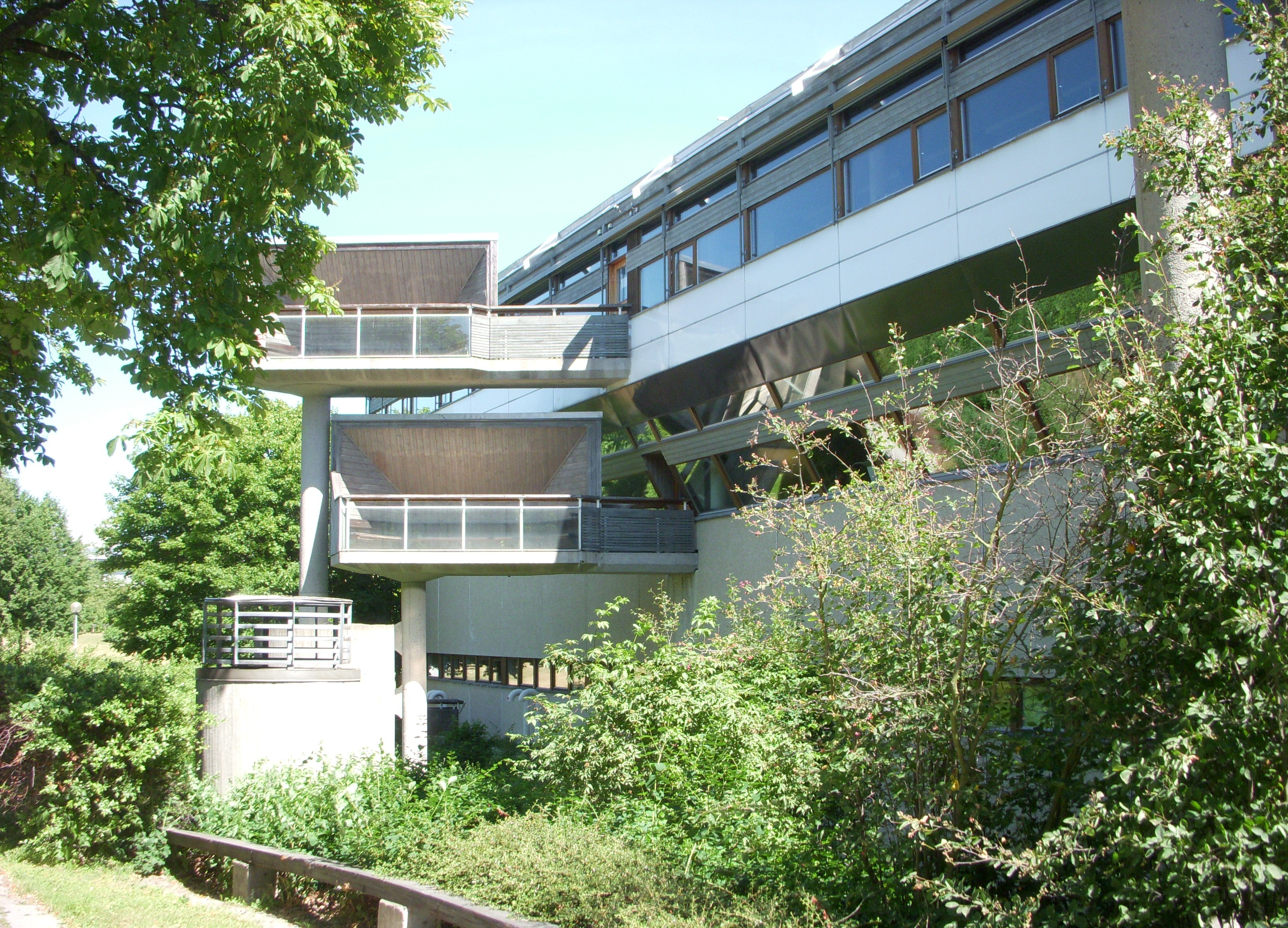
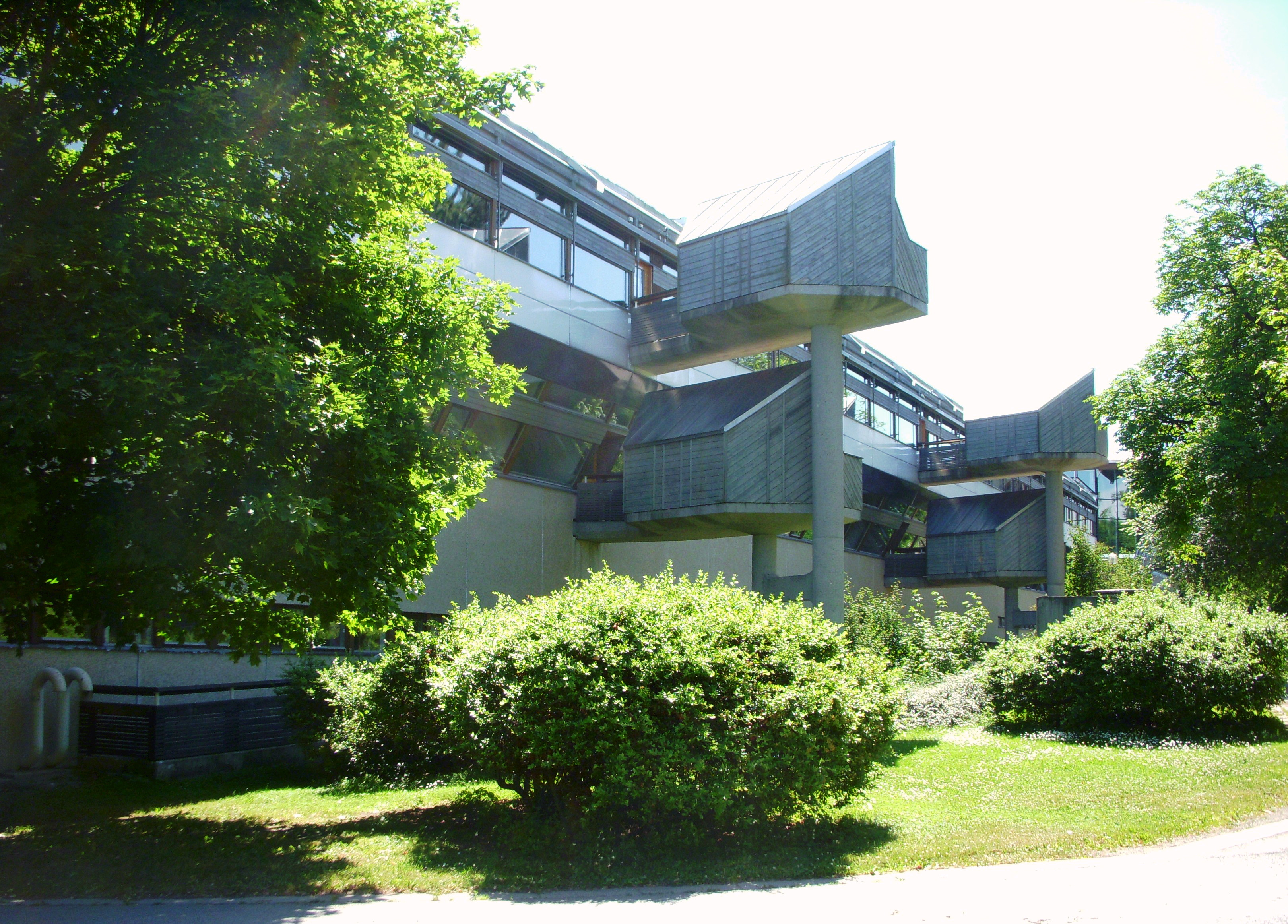
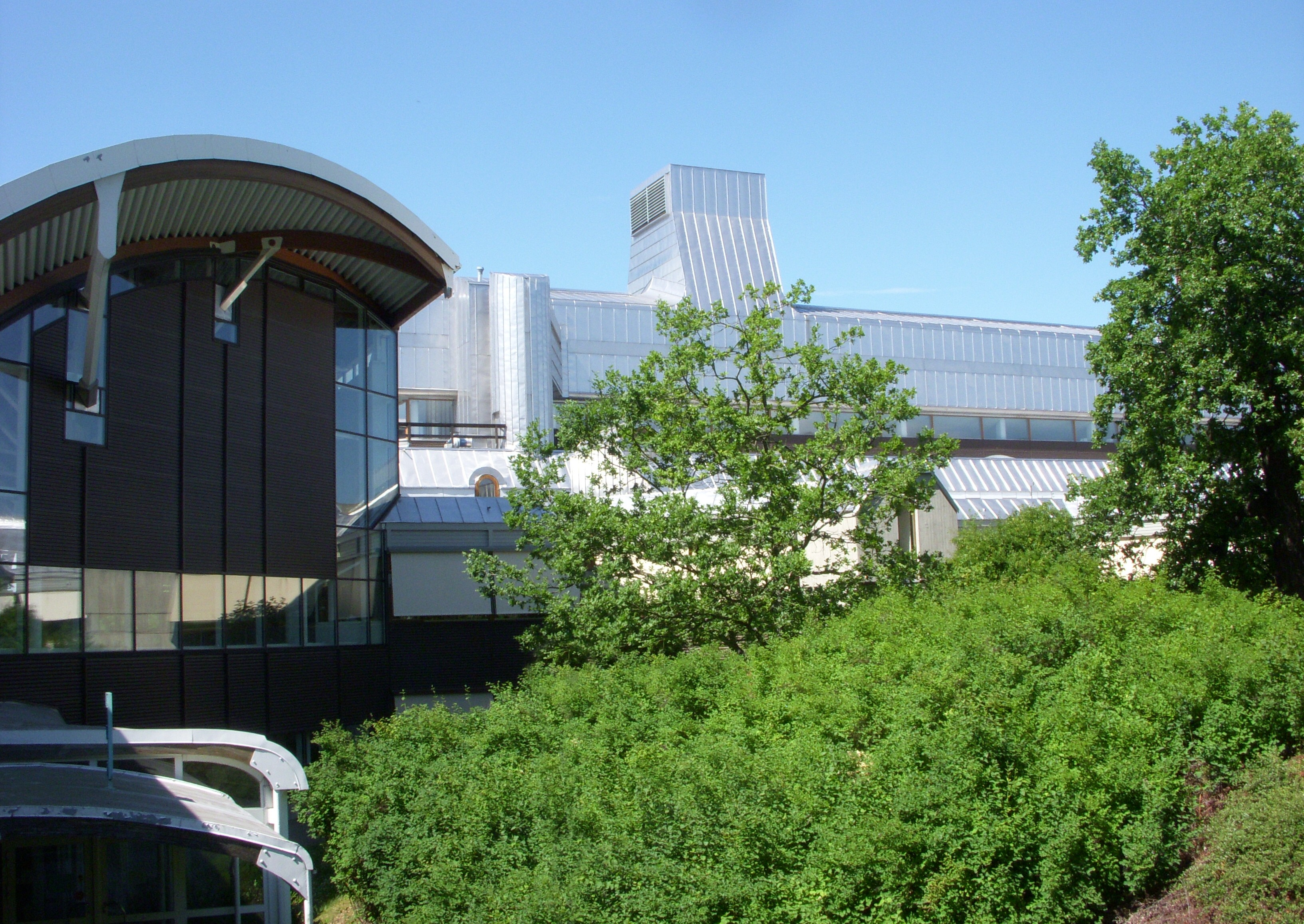
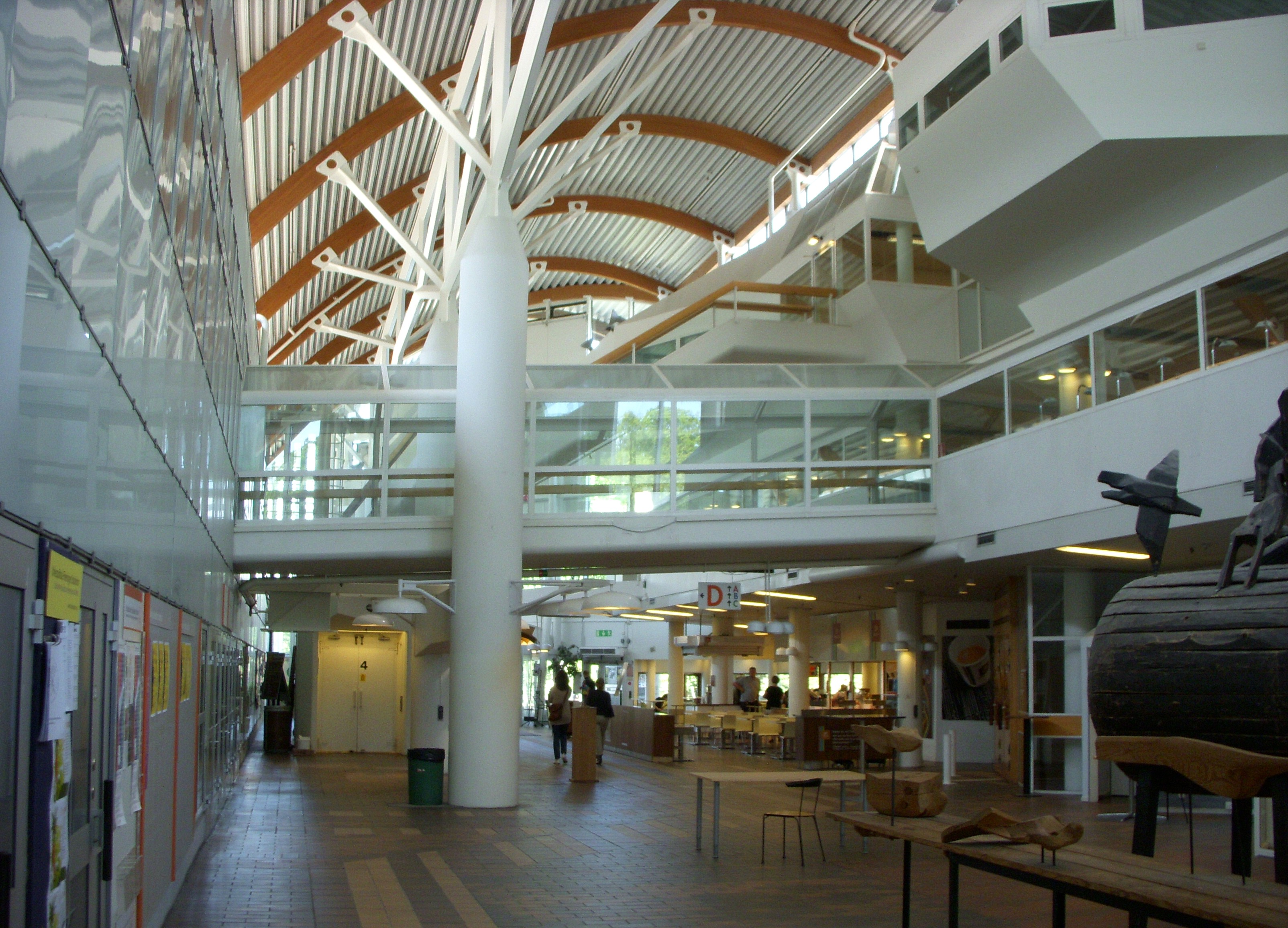

Stockholms universitetsbiblioteks huvudbyggnad i Frescati har den 1 februari 2015 bytt namn till Frescatibiblioteket. 

## Biblioteken
Stockholms universitetsbibliotek är förutom huvudbiblioteket på Frescati även ytterligare fem filialbibliotek 
- JMK-biblioteket (Journalisthögskolans bibliotek)
- Asienbiblioteket
- Matematiska biblioteket
- Latinamerikainstitutets bibliotek